# 太魯閣号
太魯閣号（タロコごう）は、中華民国の台湾鉄路管理局（台鉄）の電車自強号（日本の鉄道における特急に相当する）の愛称。正式名称は太魯閣自強号列車（繁体字台湾語: 太魯閣自強號列車）、公式名称は台湾鉄路管理局TEMU1000型電車。

## 運行概況
当初は台湾初の振り子式車輌である事から「乗り物酔いするのでは」という懸念があったが、運行開始以後は快適性と速達性で、高い利用率を誇っている。今後は「台鉄捷運化」の推進に伴い、西部幹線への運用拡大が期待されている。
- 使用車両 : TEMU1000型振り子式電車
- 運行区間 : 樹林 - 台北 - 台東・知本間。
- 適用運賃 : 自強号に準じている。
  - 全車指定席（当日分販売を除いて立席乗車不可、悠遊カード等ICカード、定期券による乗車不可）。指定券を持たずに乗車した場合、不正乗車として、正規運賃のほかに50%追徴金が課される。
    - 運行開始以来、春節などの多客輸送期を除いて長らく定員乗車の原則を維持していたが、2019年5月2日より1列車120枚限定で当日売りの無座票（立席券）を販売することになった。当初は駅窓口、その後駅の自動券売機および公式アプリも対応させる[1]。ICでの無座利用は引き続き不可。

- 経歴
  - 2007年2月の春節輸送で自強号の臨時列車扱いとして、振り子装置をオフにして台北 - 花蓮間で運転開始
  - 2007年5月8日より正式に営業運転。（平日3往復、土休日4往復）
  - 2008年2月25日より、花蓮 - 台北 - 彰化間を4時間で結ぶ東西直通列車が増発される。
    - 同年3月11日から彰化駅発着列車が員林まで延長運転を開始。週42本体制に。
      - ただし、員林高架化工事に伴う臨時措置として、運転区間が田中へと暫定延長。員林高架化完了時は田中発着便が消滅する可能性がある。

    - 同年5月15日改正で彰化 - 基隆間が新設され、花蓮直通系統でも1日最大16本（週81本）に増発。
    - なお、雲林縣の要求を受けて、2014年には斗六駅や寿豊駅まで運転区間が拡大された。
    - 現在はTEMU1000型電車の整備やTEMU2000型電車の導入により普悠瑪号に入れ替わる形で減便され、毎日4往復の体制を取っている。

  - 2015年10月15日より、西部幹線より撤退（普悠瑪号に置き換え）。以降、東部幹線のみでの運用となる。
  - 2016年4月21日改正ダイヤで3次車が定期列車に投入されるとともに、再度西部幹線彰化までの乗り入れが復活。
  - 同年10月20日ダイヤよりホームが嵩上げされた台中線高架区間への乗り入れを取りやめ、普悠瑪号と運用が入れ替わり、西部幹線直通は海岸線経由となる[2]。
  - 2017年4月27日ダイヤで南港駅に停車する列車が増発。一部は普悠瑪自強号と運用が入れ替わった
  - 2021年4月2日樹林駅から台東駅に向かう最中、和仁駅と崇徳駅間の清水トンネル付近で脱線事故が発生し、54人死亡、146人重軽傷で病院に搬送される。現地メディアは「過去50年で最悪の事故」とした[3]（詳細は「北廻線太魯閣号脱線事故」を参照）。
  - 2022年9月14日をもって、普悠瑪号と入れ替わる形で樹林以南での運用を終了。

## 名称
列車名称は伝統的な自強、莒光、復興といった政治的な命名を採用せず、一般公募によって選定された。一般公募では「曙光/AURORA」、「飛魚/FLYING FISH EXPRESS」なども有力視されたが、2006年1月17日に正式に元培科技大学の学生が命名した「タロコ/TAROKO」が選ばれた。理由は沿線の有名なタロコ国家公園の英語と、原住民語の「Taroko」を採用し、中国語や台湾語、客家語のみならず、英語や日本語での表記が容易である点が評価された。
しかし、結局台鉄は太魯閣号を独立の車両名称を認めず、「自強号太魯閣列車」（自強号タロコ型電車）として正式に公表した。時刻表には太魯閣号も「自強号」として表記され、太魯閣号のマークのみ付く形となる。なお、乗車券には「太魯閣　Taroko Exp」と記載されるが、一部の駅電光案内では「タロコ号」の表示は無く、「自強号」としてのみ表示されている。日本製電車ということもあって、日本人観光客の間でもその存在が知られており、そのため、有名な観光地である「九份」へ行く日本人が誤乗する例が後を絶たず（タロコ列車は、九份最寄り駅の瑞芳駅を通過する列車が多い）、駅において日本語アナウンスが行われている。

## JR九州885系列車との関連
太魯閣号で使用されるTEMU1000型の車両構造はJR九州の885系「白いかもめ・ソニック」を基本としており、885系と同じく日立製作所により開発・製造されている。この車両は台湾初の振り子式電車であり、当初導入された区間（台北 - 花蓮間）で所要時間を3割程度短縮した。